# Paul Iribe
Joseph-Paul Iribe (Angoulême, 8 de junio de 1883-Roquebrune-Cap-Martin, 21 de setiembre de 1935) fue un periodista, caricaturista, ilustrador, decorador de interiores, diseñador y director de cine francés, exponente del estilo art déco.

## Biografía

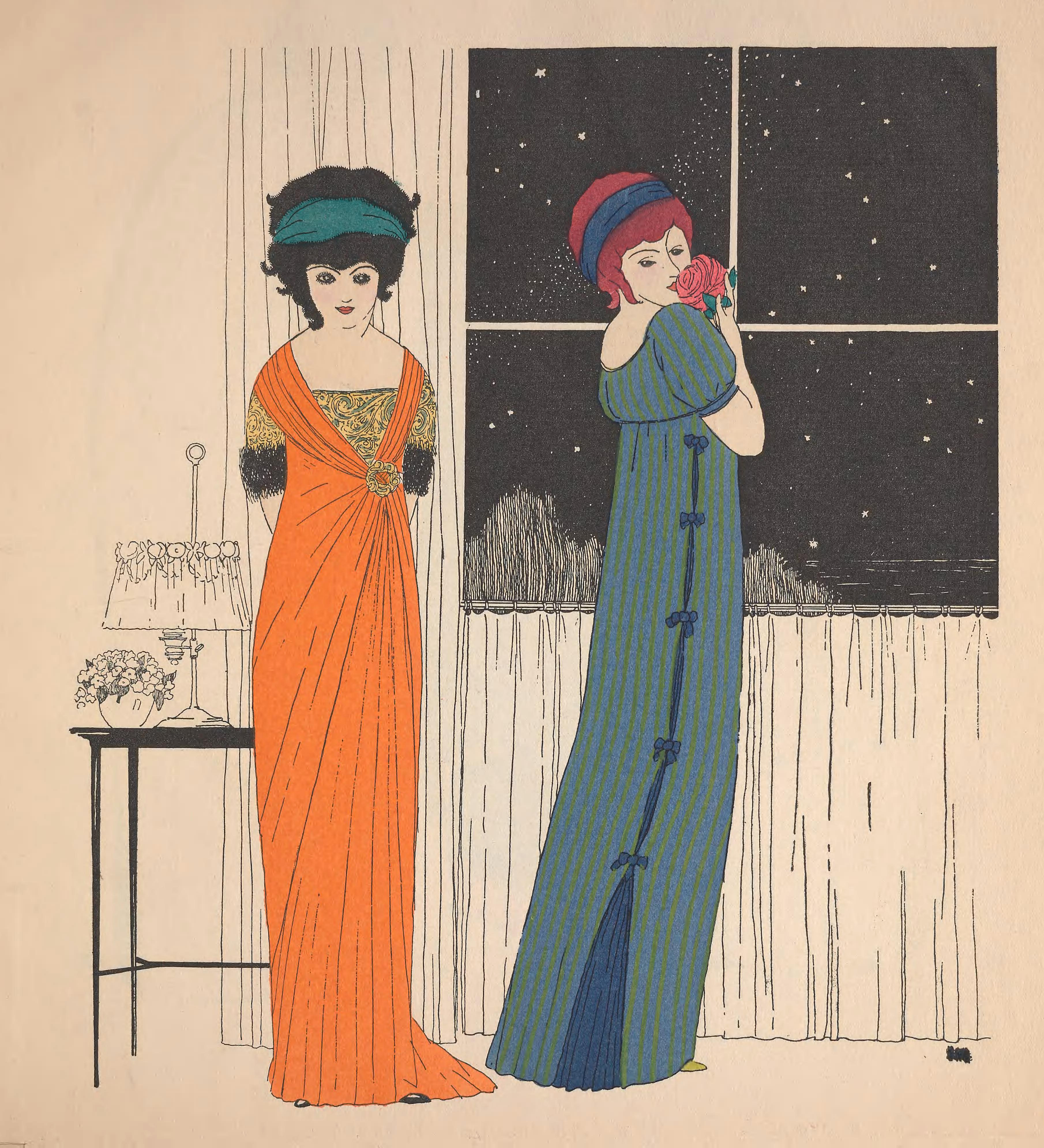
Ilustración de las Robes de Paul Poiret, libro de presentación de la colección de Paul Poiret (1908)

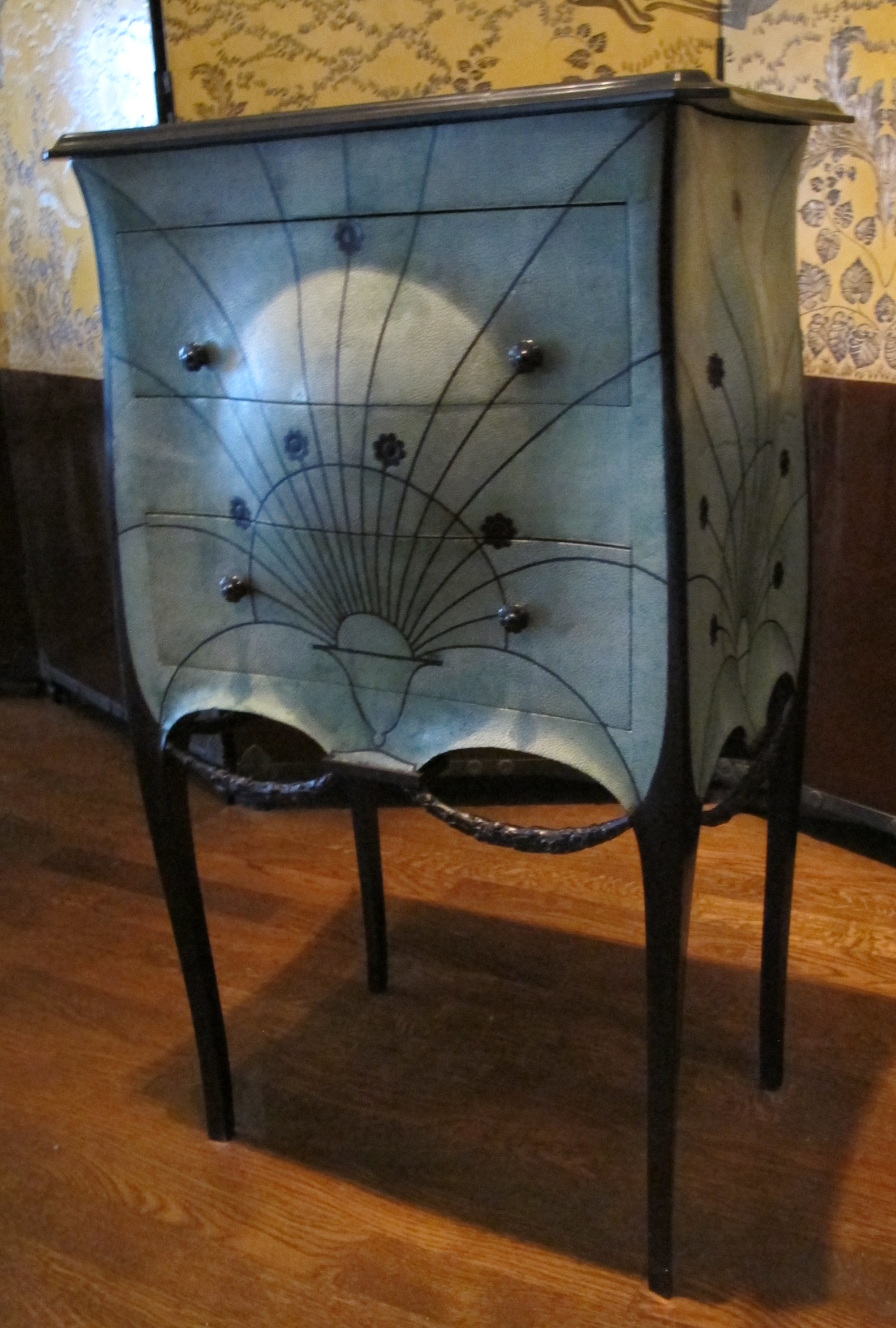
Chiffonier (1919)

Era hijo de Jean-Jules Iribe, ingeniero y redactor del periódico Le Temps. Estudió en la École nationale supérieure des beaux-arts e inició su carrera como caricaturista en diversas revistas como Le Rire, Cocorico, Le Sourire y L'Assiette au Beurre. Firmó con diversos seudónimos, como «Crépin», «George Maine» o «Tobie Flip». En 1906 creó Le Témoin, un periódico ilustrado satírico de tendencia nacionalista.
Persona polifacética, se dedicó también a la ilustración de moda, la decoración de interiores y el diseño de muebles, joyas, telas y papeles pintados. Se inició en el estilo Art Nouveau, pero posteriormente fue evolucionando hacia lo que sería el art déco, en el que influyó poderosamente. Destacó su mobiliario, especialmente muebles de asiento, que se caracterizan por su comodidad y sencillez, con adornos de tallas finas e incrustaciones. Desde 1909 trabajó asociado a Pierre Legrain, otro importante diseñador y decorador.
En 1914 se estableció en Hollywood, donde realizó decorados para el cine y el teatro, trabajando para figuras como Cecil B. DeMille. En 1930 regresó a Francia, donde se dedicó especialmente al diseño de joyas, sobre todo para Coco Chanel.
Fue tío de la actriz y directora de cine Marie-Louise Iribe.